# Спалах (книга)
«Спалах! Сила несвідомих думок, або Як не заважати мозку приймати рішення»  (англ. Blink: The Power of Thinking Without Thinking) — друга книжка канадського журналіста і поп-соціолога Малкольма Ґледвелла, яка вперше була опублікована у 2005 році. У науково-популярному форматі книга представляє результати досліджень у царині психології та поведінкової економіки, що розкривають тему адаптивного несвідомого — розумовий процес, який спрацьовує автоматично, коли в нашому розпорядженні порівняно мало потрібної інформації для ухвалення рішення. Автор розглядає як сильні боки адаптивного несвідомого, наприклад, експертну оцінку, так і його пастки, такі як стереотипи.

## Ідеї книги
Автор описує головний предмет своєї книги як «тонкий зріз»: нашу здатність визначати, що дійсно важливо, навіть якщо ми володіємо мінімальним досвідом. Іншими словами, спонтанні рішення зазвичай є найбільш вірними, правильнішими, ніж ретельно сплановані та продумані. Малкольм Гладуелл наводить приклади з науки, реклами, продажів, медицини і поп-музики як підтвердження своїх ідей. Він також використовує найбільш показові приклади з життя звичайних людей.
Гладуелл пояснює, як здатність експертів робити «тонкий зріз» може спотворюватися залежно від їх уподобань, упереджень і стереотипів (навіть несвідомих) або надлишку інформації. Він доводить, що часто кращі рішення являють собою поспішні судження, а не з'являються в результаті всебічного аналізу.
Автор наводить велику кількість прикладів «тонких зрізів» в контексті азартних ігор, швидких побачень, тенісу, військових ігор, кіно і профілактики розлучень. Він зазначає, що іноді занадто багато інформації може перешкодити винесенню точного судження або постановці правильного медичного діагнозу — це явище часто називають «аналітичним паралічем». Спроби зібрати все більше і більше інформації зазвичай не допомагають, а тільки все ще більше ускладнюють. Тому дуже важливо відсіювати все зайве і фокусуватися тільки на найважливішій інформації для прийняття рішення.
Книга стверджує, що здатність приймати інтуїтивні рішення розвивається з допомогою накопичення життєвого досвіду, тренувань і знань. Але це не завжди на благо. Наприклад, Гладуелл вважає, що упередження може з'являтися на несвідомому інтуїтивному рівні навіть у тих, чиї свідомі установки не містять забобони. Він наводить ряд прикладів того, як стереотипи та упередження призвели до сумних наслідків, наприклад, загибелі невинної людину від рук поліціянтів.

## Відгуки про книгу
Рецензуючи «Осяяння», газета Baltimore Sun назвала Гладуелл «найбільш оригінальним американським журналістом з часів молодого Тома Вульфа». Фархад Wanju у виданні Salon описав книгу як «справжнє задоволення. У кращих традиціях Гладуелл „Осяяння“ до країв наповнене дивовижними відкриттями, що стосуються нашого світу і нас самих».
Річард Познер, професор Університету Чикаго, вважає, що Гладуелл в книзі «Спалах» суперечить сам собі в тому, що стосується «тонкого зрізу» і робить ряд нічим не підкріплених припущень і допускає помилки у підтвердження своїх тез. The Daily Telegraph пише, що «рідко такі великі претензії висуваються на основі таких неміцних свідоцтв». Письменник Майкл ЛеГолт виступив з критикою на адресу Гладуелл, звинувативши його в пропаганді антинаукового підходу.

## Фільм
Стівен Геган, сценарист, режисер і продюсер, вирішив адаптувати книгу «Спалах» для виробництва художнього фільму з Леонардо Дікапріо в головній ролі, який повинен був вийти в 2011 році. Головний герой володіє особливим даром «читати» міміку і мову жестів інших людей. Він використовує цю здатність у корпоративному світі і, зрештою, допомагає своєму батькові багатому виграти судовий процес. Фільм не був запущений у виробництво

## Зміст
- Розділ 1. Теорія тонких зрізів: як обмаль знань заводить надто далеко
- Розділ 2. Замкнені двері: таємне життя бліцрішень
- Розділ 3. Помилка Воррена Гардінґа: чому нам подобаються високі й чорняві привабливі чоловіки
- Глава 4. Велика перемога Пола Ван Ріпера: витворюючи структуру спонтанності
- Глава 5. Дилема Кенни: правильний і хибний — спосіб питати людей, чого вони хочуть
- Глава 6. Сім секунд у Бронксі: делікатне мистецтво читати думки
- Висновок. Слухати очима: уроки «Сили несвідомих думок»

## Видання
- Malcolm Gladwell. Blink: The Power of Thinking Without Thinking. — 2005. — 336 с. — ISBN 0316010669.

Українською мовою
- Малколм Гладуелл. Спалах! Сила несвідомих думок, або Як не заважати мозку приймати рішення. — Харків : Книжковий клуб «Клуб сімейного дозвілля», 2017. — 240 с. — ISBN 978-617-12-2459-9.[8]